# Franz Wilhelm von Wolff-Metternich
Franz Wilhelm von Wolff-Metternich (* 1695 oder 30. Juni 1705; † 17. Januar 1752) war Domherr in Münster.

## Leben

### Herkunft und Familie
Franz Wilhelm von Wolff-Metternich entstammte dem westfälischen Adelsgeschlecht Wolff-Metternich. Er war der Sohn des Leopold von Wolff gen. Metternich (1661–1719, fürstlicher Paderborner Oberstallmeister und geheimer Rat) und dessen Gemahlin Anna Antonetta Helena von der Horst. Sein Zwillingsbruder August Wilhelm war Dompropst. Sein Onkel Franz Arnold von Wolff-Metternich war Fürstbischof in Münster und Paderborn. Sein Enkelkind Friedrich Wilhelm wurde später ebenfalls Domherr in Münster. Franz Wilhelm war der Stiefneffe des Dompropstes und Weihbischofs Wilhelm Hermann von Wolff-Metternich.

### Wirken
Franz Wilhelm gelangte durch päpstliche Provision nach dem Tode des Domherrn Franz Heinrich Christian von Galen am 14. Februar 1713 in das Domkapitel in Münster. Hier wurde er am 26. April 1713 aufgeschworen. Durch seine Eheschließung mit Sophia Brigitta Elisabeth von der Asseburg zu Hinnenburg musste er auf seine Präbende verzichten. Diese ging im Jahre 1723 an Johann Matthias von Westerholt. Franz Wilhelm übernahm die Familiengüter. Zeitweise war er Kammerherr des Kurfürsten von Köln sowie Geheimer Rat in Paderborn.